# Active Raid－機動強襲室第八係－
《Active Raid－機動強襲室第八係－》是谷口悟朗擔任總監督，Production IMS製作的原創動畫，電視動畫第1期於2016年1月8日至3月24日播出。第2期《Active Raid－機動強襲室第八係－ 2nd》於同年7月開始播放。

## 故事簡介
東京發生「第三次流沙現象」使得一部分沉入泥濘之中。企業為快速重建復興，以一種高輸出力、外骨骼強化的發明「Willware」進行施工；與此同時利用Willware進行的犯罪行為日益增加，為了有效遏止之，警察廳警備局在吉祥寺分室新設了第五特別公安課第三機動強襲室第八係——通稱「第八」。「第八」是一群在層層的法律制約及各種障礙下，以智慧、勇氣及口才向兇惡事件發起挑戰的年輕人。
由於本作的總監督曾經製作《反逆的魯路修》，本作有一些致敬鏡頭。例如第七話的犯人使用了樞木朱雀招牌的跳躍連續踩臉，以及神話與伯德的全知全能都相當接近魯路修和修奈傑爾的設定。
此片諷刺了警察與腐敗官僚之間的黑暗面。

## 登場角色

### 第八係
黑騎猛（聲：島﨑信長）
Willware使用近戰特化型的「突擊攔截（Strike Interceptor）」。性格我行我素。粗心而欠缺細膩，不會在意細節。
經過校園襲擊事件後，對麻美有一定的認同。一出場便幫麻美奪回被偷走的警察手冊。
瀨名颯一郎（聲：櫻井孝宏）
會嚴守垃圾分類，有著諸如此類拘泥於細節的嚴謹性格，和同事黑騎形成鮮明對比。Willware使用遠距離射擊特化型的Elf Σ。過去是統合自衛隊的菁英。
花咲里麻美（聲：小澤亞李）
作為特例結束了研修期間，帶著調查其實際狀態的密令而被配屬到第八課。Willware是最新型多機能型的Fine Familia。自尊心強，稍顯強硬，卻也意外地有著容易慌張的一面。第二季開始調往大阪擔任新成立的機動強襲室第九係室長，代號為「Brain」（ブレイン）。
星宮遙（聲：石上靜香）
巡查部長。平常擔任聯絡員，使用搭載多任務的情報處理特化型Willware「伊吹」，也有前往現場的時候。對於科學及醫學，以及公車、鐵道、自動販賣機這些特定領域異樣地熟悉。是會特別去聽火車壓氣機聲音的超級鐵道迷。
舩坂康晴（聲：大川透）
警部。第五特別公安課第三機動強襲室第八課的課長，課內的最年長者。性格溫和，給人留下好的印象，與以室長為首的全部成員的過激言行相對，是個追隨者的角色。
與此同時，在各方面都有強力的關係網，是個可靠的談判者。過去曾以巨大機器人駕駛員為目標，但之後由於巨大機器人技術的殞落而告終。在第六集中由於霞之關博士的迴光返照讓他得以駕駛被修復好的怒龍號出擊，算是完成了小時候的夢想。青少年時是個超級美少年。而Willware使用力量型。
曾在四年前查緝賭場的時候有放過血腥瑪麗一馬，但在第五集以前都不知道小圓就是血腥瑪麗，而自己也因為當年放過小圓被降職到第八課。
山吹凜（聲：倉田雅世）
室長。個性沉著冷靜，常常替第八課執行任務時所犯的過失而四處道歉。官階是警視正，實際上是第八課的最高階級者。另一方面，私生活非常邋遢，家務全都交給同居的妹妹。Willware使用高速移动型。
天野圓（聲：大西沙織）
巡查。聯絡員。質樸、沉默寡言、不起眼的圖書委員類型，只會說出必要、最低限度的言語，私人狀況也被謎團包圍。喜歡辣的東西。
真實身分是過去在賭場叱吒風雲的假面旗袍美女-血腥瑪麗。在扮演血腥瑪麗的時候人格會變得相當有自信，話也會變多。因為平常總是駝背走路的關係，所以只有在變回血腥瑪麗時會讓人發現她的身材非常的好。在回憶畫面中可以了解她4年前在被康晴警部查緝賭場的時候有被放過一馬。
協會先生（聲：鳥海浩輔）
為了尋求運用的平等，從業務合作的日本外骨骼協議會被派遣來的民間技術人員。被眾人稱作「協會先生」。擔當Willware的整備及調整，也經常被詢問一些技術觀點方面的意見。雖然好女色但不對麻美的樸實內衣感興趣。
愛蜜莉亞·愛德曼（聲：田村由香里）
第二季登場角色，從波蘭來的金髮美少女，使用Willware「Foundation Omega」。在波蘭時曾經負責半人馬套件的測試，但是在測試途中突然停止運轉，曾經被關在Willware裡面整整三天造成對使用Willware有所恐懼，雖然做為警察很優秀，但事件發生後逃避Willware任務而被波蘭警方視為累贅，最終以警察交流的名義推給日本。後因黑騎的一席話而慢慢克服對Willware的恐懼。
鏑木鞠萌（聲：田中愛美）
第二季登場角色，患有視線恐懼症，須配戴特製眼鏡遮蔽其他人的眼睛才敢直視對方，且會變得相當有自信，沒戴眼鏡的情況下會顯得相當害羞，也因此曾被第八係的組員調侃不知道哪一個才是真正的鏑木。

### 第九係
Brain
花咲里麻美（聲：小澤亞李）
詳見第八係。
協會大人（聲：速水獎）
Fingers
島櫻悠由子（聲：諏訪彩花）
豐見城亞樹（聲：諏訪彩花）
三好環奈（聲：諏訪彩花）
鳥越宗助（聲：河西健吾）
名和大河（聲：河西健吾）

### 光貴教育學園
八條司稀（聲：村田太志）
山吹阳的同学，光贵教育学园学生会长，性格沉稳冷静，分析能力很高，希望和第八取得联系，是logos的成员，代号伯德。向警方自首来吸引警方的注意力。智力驚人，即便是Logos的神話都被他玩弄於手掌之中。最後以讓神話動搖為籌碼被日本政府引渡到海外。第二季的最終幕後首腦，後被第八與神話的合作下逃出國外的計劃失敗，下飛機後被陽直接打倒在地。
山吹陽（聲：相坂優歌）
山吹凜的妹妹，长得和姐姐一样，光贵教育学园的学生，学生会成员，成绩优秀，关心姐姐。原本對八條司稀有好感，在知道其是logos成員，以及姊姊其實是第八課室長後相當難過。第二季最終得知八條僅把自己當作一個零件的真心話後，以僅右手直接著裝Willware的狀態下，一拳擊倒八條。

### Logos
神話（聲：花江夏樹）
本作的藏鏡人，在暗中策劃著不為人知的陰謀。智力高超，但是對於孤獨這個字會起非常大的反應，稱自己是被日本這個體系拒絕的人，為此還雇用了一個月用的31位假的姊姊。有一個妹妹但為了逃避流言紛擾而逃到國外，在他身邊的妹妹是虛擬影像。真身是過去一個宗教團體的教祖。
德克／堂本翔（聲：山下大輝）

### 其他
Liko（聲：黑澤朋世）
神秘的APP程式。有非常貼心且便利的功能，外表是一個電子化少女。是神話所設計的一次捨棄型間諜程式，卻意外的幫他找到了妹妹還活在世上的真相。
小湊惠里子（聲：大原沙耶香）
电视台记者，经常报道对八课的负面新闻，指责他们浪费税金，但是被八课的人救过，不过本人不清楚。
貝努（聲：古川慎）
稻城光太郎（聲：綠川光）
山吹凛的熟人，政治家长沼的秘书，帮助其竞选都知事，知道凛八课的身份。经常告诉凛一些内幕消息。目前代替自杀的长沼议员选举都知事，抓住了现任都知事的某些不法证据。
凡河内美保（聲：渡邊明乃）
颯一郎的舊識，現為統合自衛隊菁英，｢閃舞改」的使用者。
學生時期因為颯一郎主動告白，曾經與颯一郎交往過，最後因颯一郎的逃避而不了了之，對這件事耿耿於懷，表面很討厭颯一郎實際上還喜歡著他。
神明天夢（聲：小澤亞李）
第三集登場的男扮女裝藝人。
A子（聲：木村珠莉）
第一集登場的金髮女性扒手，被第八課用龜甲縛的方式抓住，身材意外的好。從第二集開始每集一定會在某些場景出現，OP2甚至有專屬鏡頭。本作的吉祥物。
由於在第12集出現在政府試圖奪回最高統治權的電腦團隊中，不排除可能是狠角色。
於二期12集得知真實身分為伯德的協力者。
霞關博士（聲：稻田徹）
寺尾和良（聲：星野充昭）
亞碧蓋兒·馬爾奇涅斯（聲：新井里美）
第二季瀨名颯一郎所開之公司的專務，外國人。
原口由梨亞（聲：--）
第二季第一集的犯人，高中生，被重金誘騙操作Willware作亂並逃避警方追捕，實際上該機體身上有自爆裝置。

## 用語設定
Active Raid
Armored Combined Tactical Intelligence Vanguard Element（裝甲複合戰術情報先鋒部隊）的大寫字母縮寫的簡稱。
機動強襲室第八係
正式名称「日本东京警察厅警备局在吉祥寺分室第五特别公安课第三机动强袭室第八係」，简称第八。由于Willware的犯罪行为日益增加，应防卫省要求警察厅所成立的机构，虽然频繁成功破案，但是由于解决案件时经常破坏大楼等建筑物，带来了巨大的修理费和社会骚乱，也被称为无能集团而被世间所诟病。加之经常用各种丑闻来和高层交涉，也被高层反感，但也无可奈何。同时也兼做不少试验项目，保密性很高，因此除了少数人以外，世间并不知道他们的成员。
一般从地下铁道运输到地面，再用客运铁路到公路，再从公路，或者空中机动的方式到现场。
光贵教育学园
阳就读的高中，超重点学校。
Willware
因为发生「第三次流砂现象」导致东京的一部分沉入泥泞下。为了快速重建复甦，企业发明一种高出力强化外骨骼「Willware」方便施工；但是相反地，利用Willware的犯罪行为也日益增加。
LOGOS
谜一样的犯罪组织，正体不明，但并非一个组织，而是一群志同道合的人集结的萍水之交，通过给予他人Willware或者其他东西来教唆他人犯罪，给八课制造了不少麻烦，组织目的不明。本被当作网络谣言，在八科的努力下已经正式作为犯罪组织公之于众。
已确认的成员：神话、伯德（八条司稀）、道克（已除名）
统合自卫队
日本军队的名称，希望得到Willware的独占权，在开发着新式的机体。和第八有些不合

## 電視動畫

### 製作人員
- 總監督：谷口悟朗
- 監督：秋田典昭
- 副監督：福島利規
- 系列構成：荒川稔久
- SF考證：鈴木貴昭
- 角色原案：佐伯俊
- 動畫角色設計、總作畫監督：西田亞沙子
- 副角色設計、動作監督：山根理宏
- 機械設計：森木靖泰、谷裕司、鈴木勘太
- 概念設計：寺岡賢司
- 設計工作：森前和也
- 總作畫監督：渡邊浩二、甲田正行、小林真平
- 主動畫師：神戶洋行
- 動作動畫師：石本英治
- 美術設定：池田繁美、丸山由紀子
- 美術監督：池田繁美、大久保修一、友野加世子
- 色彩設計：橫山佐代子
- 攝影監督：江間常高
- 3DCG製作：Orange
- CG監督：都田崇之
- 編集：武村英紀
- 音響監督：明田川仁
- 音樂：中川幸太郎
- 音樂製作：飛犬
- 音樂製作人：石川吉元、福士洋介
- 執行製片人：難波秀行、清水憲忠、小松茂明
- 製片人：梅田和沙、澤田朋久、尾留川宏之
- 動畫製作人：黃樹貳悠
- 動畫製作：Production IMS
- 製作：ACTIVERAID PARTNERS（創通、Fields、飛犬）

### 主題曲
第1期
片頭曲「Golden Life」
作詞：藤林聖子，作曲、編曲：鴇澤直，主唱：AKINO with bless4
片尾曲「透明的夜空（透明な夜空）」
作詞：，作曲、編曲：鴇澤直，主唱：相坂優歌
劇中歌（第3話）
作詞：，作曲、編曲：405+D，主唱：神明天夢／花咲里麻美（聲：小澤亞李）
第2期
片頭曲
作詞、主唱：相坂優歌，作曲、編曲：鴇澤直
片尾曲
作詞：山本メーコ，作曲、編曲：IKUO，主唱：Liko（黑澤朋世）
劇中歌（第1話、第3話）
作詞：荒川稔久，作曲、編曲：中川幸太郎，主唱：花咲里麻美（小澤亞李）
劇中歌（第3話）
作詞：谷口悟朗，作曲：福島利規，主唱：船坂康晴（大川透）
劇中歌（第5話）
作詞：荒川稔久，作曲、編曲：中野定博，主唱：美羽（内田真礼）

### 各話列表
| 話數    | 日文標題 | 中文標題         | 劇本     | 分鏡            | 演出            | 作畫監督                                                                             |
| 第1期   | 第1期    | 第1期            | 第1期    | 第1期           | 第1期           | 第1期                                                                                |
| ------- | -------- | ---------------- | -------- | --------------- | --------------- | ------------------------------------------------------------------------------------ |
| File 1  |          | 代號 No.538      | 荒川稔久 | 谷口悟朗        | 守田藝成        | 丸山修二、清水勝祐                                                                   |
| File 2  |          | 學園崩壞         | 荒川稔久 | 藤本次朗        | 藤本次朗        | 中原清隆、柴田篤史 馬場一樹、五月麻帆                                                |
| File 3  |          | 舞台發來的挑戰   | 荒川稔久 | 須永司          | 工藤寛顯        | 小松真梨子、飯飼一幸 池田弘明                                                        |
| File 4  |          | 回旋空域         | 荒川稔久 | 平野俊貴        | 政木伸一        | 齋藤大輔、德倉榮一 小島繪美、秋月彩 森川侑紀                                         |
| File 5  |          | 消失的撲克臉     | 井上敏樹 | 須永司          | 守田藝成        | 谷口繁則                                                                             |
| File 6  |          | 夢想，在彼岸黃昏 | 荒木賢一 | 平野俊貴        | 本間修          | 小澤圓、馬場龍一                                                                     |
| File 7  |          | 長軌人生         | 石橋大助 | 福島利規        | 阿部雅史        | 清水勝祐、中島美子 竹內昭                                                            |
| File 8  |          | 最終女僕迴旋曲   | 井上敏樹 | 吉田英俊        | 藤本次郎        | 中原清隆、鈴木奈都子 五月麻帆                                                        |
| File 9  |          | 以LOGOS之名      | 荒川稔久 | 大石康之        | 大石康之        | 垣野內成美、瀧川和男                                                                 |
| File 10 |          | 無形的征服者     | 荒川稔久 | 須永司          | 鳥羽聰          | 齊藤大輔、德倉榮一 小島繪美、飯飼一幸 松尾真彥                                       |
| File 11 |          | Japan Style      | 荒木賢一 | 平野俊貴        | 阿部雅司        | 藤田正幸、垣野內成美 池田廣明、石本英治                                              |
| File 12 |          | 為他人存在的秩序 | 荒川稔久 | 谷口悟朗        | 秋田典昭        | 小林真平、清水勝祐 甲田正行、渡邊浩二                                                |
| 第2期   |          |                  |          |                 |                 |                                                                                      |
| File 1  |          | 從西方來的男人   | 荒川稔久 | 谷口悟朗        | 本間修          | 平野成美、森林樹                                                                     |
| File 2  |          | 無盡的復仇者     | 荒木憲一 | 須永司          | 黑田晃一郎      | 谷口繁則、今泉龍太 野村美織、渡邊一平太                                              |
| File 3  |          | 天使與破壞神     | 玉井☆豪  | 阿部雅詞        | 阿部雅詞        | 池田廣明、久松沙紀 松岡英明、瀧川和男                                                |
| File 4  |          | 神話再臨         | 千葉克彦 |                 | 畠山茂樹        | 津熊武徳、仁井宏隆                                                                   |
| File 5  |          | 誰才是受益者     | 大西信介 | 大石康之        | 大石康之        | 森下勇輝、久松沙紀 山崎展義、藤井裕子 宇津木勇                                       |
| File 6  |          | 逆襲的魯陀羅     | 荒川稔久 |                 | 守田芸成        | 小野晃、服部憲知 、今井雅美                                                          |
| File 7  |          | 絕對偷窺宣言     | 玉井☆豪  | 下司泰弘        | 下司泰弘        | 瀧川和男、青木真理子 棚澤香織、渡邊浩二                                              |
| File 8  |          | 風中的異邦人     | 大西信介 | 福島利規        | 安藤貴史        | 谷口繁則、今泉龍太 野村美織、渡邊一平太 甲田正行                                     |
| File 9  |          | 第八係 無法出擊  | 千葉克彦 | 須永司          | 阿部雅詞        | 中野彰子、後藤孝宏 菊永智英、今井雅美                                                |
| File 10 |          | 訣別之宴         | 荒川稔久 |                 | 岡村正浩        | 飯飼一幸、永野孝明 桑原良介、久松沙紀 松岡英明、福井麻記 武見一輝、渡邊浩二          |
| File 11 |          | 偶像之夢         | 荒木憲一 | 小林彩 秋田典昭 | 小林彩 秋田典昭 | 飯田清貴、山崎展義 久松沙紀、山根理宏 森下勇輝、瀧川和男 甲田正行                    |
| File 12 |          | 精彩的日常       | 荒川稔久 | 谷口悟朗        | 本間修          | 青木真理子、鎌田均 山崎展義、久松沙紀 山根理宏、松岡英明 瀧川和男、渡邊浩二 甲田正行 |

### BD／DVD
| 卷數  | 發售日期       | 收錄話數      | 規格編號 | 規格編號   |
| 卷數  | 發售日期       | 收錄話數      | BD       | DVD        |
| 第1期 | 第1期          | 第1期         | 第1期    | 第1期      |
| ----- | -------------- | ------------- | -------- | ---------- |
| 1     | 2016年3月23日  | 第1話－第4話  | VTZF-71  | VTBF-174/5 |
| 2     | 2016年5月18日  | 第5話－第8話  | VTZF-72  | VTBF-176/7 |
| 3     | 2016年6月22日  | 第9話－第12話 | VTZF-73  | VTBF-178/9 |
| 第2期 |                |               |          |            |
| 1     | 2016年9月21日  | 第1話－第4話  | VTZF-74  | VTBF-180/1 |
| 2     | 2016年11月23日 | 第5話－第8話  | VTZF-75  | VTBF-182/3 |
| 3     | 2016年12月21日 | 第9話－第12話 | VTZF-76  | VTBF-184/5 |

### 播放電視台
日本深夜動畫：下文記載的日本国内播放時間使用日本標準時間（UTC+9）表示。因為部分時間标识會採用30小时制，因此請留意这类超过24:00的时间，其實際播放時間為翌日清晨。
| 播放地區 | 播放電視台 | 播放日期               | 播放時間（UTC+9）         | 所屬聯播局 | 備註  |
| 第1期    | 第1期      | 第1期                  | 第1期                     | 第1期      | 第1期 |
| -------- | ---------- | ---------------------- | ------------------------- | ---------- | ----- |
| 東京都   | TOKYO MX   | 2016年1月7日－3月24日  | 星期四 22時00分－22時30分 | 獨立局     |       |
| 兵庫縣   | SUN電視台  | 2016年1月7日－3月24日  | 星期四 24時30分－25時00分 | 獨立局     |       |
| 京都府   | KBS京都    | 2016年1月7日－3月24日  | 星期四 25時00分－25時30分 | 獨立局     |       |
| 愛知縣   | 愛知電視台 | 2016年1月7日－3月24日  | 星期四 26時35分－27時05分 | 東京電視網 |       |
| 日本全國 | BS日視     | 2016年1月10日－3月27日 | 星期日 24時30分－25時00分 | 衛星電視   |       |

## 外部連結
- 電視動畫「Active Raid－機動強襲室第八係－」官方網站（页面存档备份，存于）（日語）
- Active Raid－機動強襲室第八係－的X（前Twitter）（日語）